# Hervormde kerk (Wapserveen)

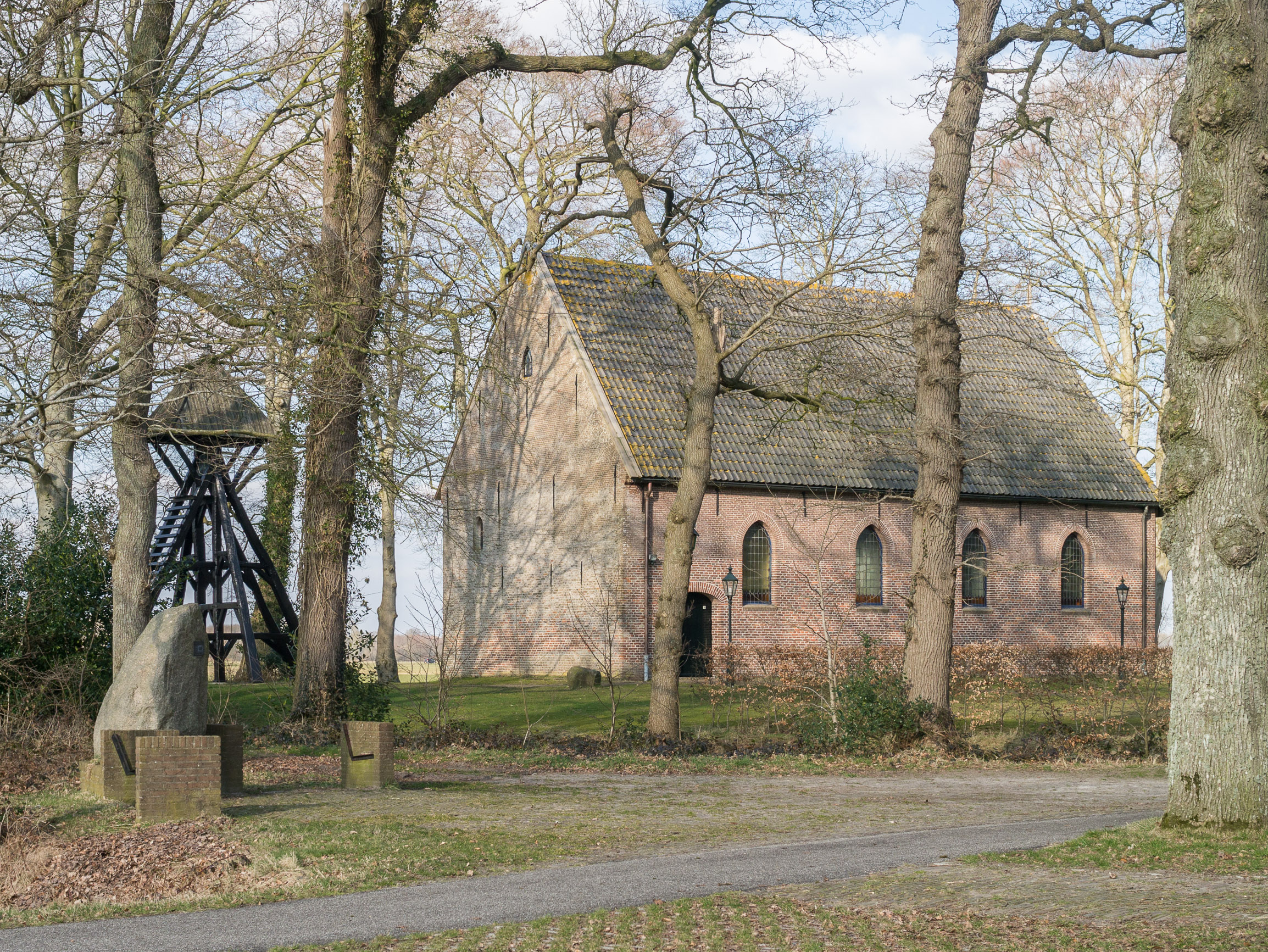
Hervormde kerk in Wapserveen

De Nederlands hervormde kerk van Wapserveen is een rechthoekige zaalkerk uit 1803 en gelegen aan de noordzijde van het Oosteinde in Wapserveen. 
Naast de kerk staat een klokkenstoel uit 1776, de enige nog authentieke losstaande klokkenstoel in Drenthe. De klok zelf dateert uit 1948, omdat de oorspronkelijke klok in 1943 door de Duitse bezetter werd geconfisqueerd. Op het kerkhof bevindt zich het eenvoudige grafmonument van Wilhelmina Helena Christina Ebbinge (1845-1857), dochter van de Wapserveense predikant J.W.E. Ebbinge.
De kerk is een rijksmonument sinds 1965.